# Giuseppe Vacca (calciatore)
Giuseppe Vacca, detto Peppe (1906 – 1982), è stato un calciatore italiano, di ruolo difensore.
È considerato uno dei calciatori baresi più rappresentativi degli anni venti e fu una bandiera della squadra di calcio dell'Ideale di Bari.

## Caratteristiche tecniche
Era dotato di una buona altezza per il tempo (1,78 metri). Iniziò l'attività di calciatore come attaccante, diventò poi un difensore coriaceo, svolgendo il ruolo di centrhalf, corrispondente al difensore centrale degli anni duemila e duemiladieci. Usava spesso elevarsi in azione, talvolta pericolosamente, tanto che portava ginocchiere (si sbucciò più volte le ginocchia cadendo sulla terra battuta); per il suo modo di giocare fu paragonato alle "catapulte" e agli antichi "gladiatori".

## Carriera
È iniziato all'attività di calciatore da Attilio Coccioli, il fondatore dell'U.S. Ideale di Bari, società per cui gioca dalla fine degli anni dieci. Con la formazione nero-verde inizia nel 1922 la carriera ufficiale nella Prima Divisione della FIGC, venendo riconosciuto dai compagni l'elemento di riferimento della squadra per il piglio deciso e l'autorità imposta in campo; viene posto capitano e caposaldo della difesa idealista.
Chiamato zu'Pepp o zu'Past (il primo soprannome, in italiano "zu'Peppe", è un modo di dire barese il nome Giuseppe, il secondo, in italiano "zu'Pasto" -da pasto-, era maggiormente usato da compagni e soci dell'Ideale, a indicare che fosse una "buona forchetta"), durante le partite si distingueva anche perché portava il colletto alzato e i capelli spettinati. Era inoltre ricordato per l'ardore profuso nei derby contro il Liberty (soprattutto nei contrasti con gli attaccanti avversari).
Ha giocato nell'Ideale tutte le stagioni di Prima Divisione, fino al 1928 (anno della fusione dello stesso club con il Liberty, a dare l'U.S. Bari), risultando nei campionati ufficiali degli anni 1922-1928 il secondo calciatore idealista per numero di presenze, con 69 gare disputate (due in meno del compagno Alboreto), e con 7 goal messi a segno il quinto per numero di marcature.
Negli anni duemiladieci, su iniziativa congiunta dell'Unione Nazionale Veterani dello Sport e del comune di Bari gli viene intitolata una delle salite dello Stadio San Nicola.

## Statistiche

### Presenze e reti nei club[6]
| Stagione        | Club            | Campionato      | Campionato | Campionato |
| Stagione        | Club            | Comp            | Pres       | Reti       |
| --------------- | --------------- | --------------- | ---------- | ---------- |
| 1922-1923       | Ideale          | 1D              | 12         | ?          |
| 1923-1924       | Ideale          | 1D              | 14         | ?          |
| 1924-1925       | Ideale          | 1D              | 9          | 3          |
| 1925-1926       | Ideale          | 1D              | 7          | ?          |
| 1926-1927       | Ideale          | 1D              | 18         | 0          |
| 1927-1928       | Ideale          | 1D              | 9          | 1          |
| Totale carriera | Totale carriera | Totale carriera | 69         | 7          |